# Lasserre (Lot-et-Garonne)
Lasserre település Franciaországban, Lot-et-Garonne megyében. Lakosainak száma 98 fő (2022. január 1.). Lasserre Fieux, Francescas, Fréchou, Moncrabeau és Nérac községekkel határos.

## Népesség
A település népességének változása:
| Lakosok száma | 121  | 85   | 86   | 74   | 75   | 74   | 76   | 88   | 94   | 98   |
|               | 1968 | 1982 | 1990 | 2006 | 2013 | 2015 | 2017 | 2019 | 2020 | 2022 |